# Slavonskobrodska sinagoga
Brodska sinagoga je bila sinagoga židovske zajednice u Slavonskom Brodu. 
Židovi na početku nisu imali bogomolju u Slavonskom Brodu, pa su se sastajali u privatnim prostorijama kuće predsjednika "Židovske općine Slavonski Brod" Jakoba Kohna na uglu Široke ulice, (kasnije ulica Franje Josipa I., danas Petra Krešimira) i Ulice sv. Ivana. Tu kuću sa zemljištem je Jakob Kohn 1880. godine poklonio Židovskoj bogoštovnoj općini sa željom da se na tom mjestu podigne sinagoga. Sinagoga se počela graditi na spomenutom mjestu 1895./1896., a završena je oko 1899. godine (ne zna se točna godina završetka gradnje). U odboru za gradnju sinagoge nalazili su se: Jakob Kohn, predsjednik; Marko Grosmann, potpredsjednik i Max Kohn, blagajnik odbora za gradnju, te članovi: Hinko Schullmann, Josip Hermann, Šandor Grün, Samuel Kopp, Leopold Kohn, Salamon Merkadić, Žiga Müller, Ignatz Platzner, Möritz Rechitzer, Marita Rotmüller, Berthold Schindler i Max Weiss. Sinagogu je dizajnirao arhitektonski atelijer Hönigsberg i Deutsch. Pred kraj 19. stoljeća židovska zajednica na brodskom području imala je preko 500 članova. Židovi su od Austro-ugarske aneksije Bosne i Hercegovine 1878. godine, pa sve do početka Drugog svjetskog rata dali ogroman doprinos razvitku Broda i bili su čvrsto ukorijenjeni u gospodarski i duhovni život grada. Brodsku sinagogu su 1941. spalile nacističke trupe koje su okupirale grad. Ruševine sinagoge su 1944., prilikom zračnih napada na Slavonski Brod, bombardirale savezničke snage. Leib Weissberg, rabin brodske sinagoge, je 1942. deportiran u Koncentracijski logor Jasenovac gdje je iste godine i ubijen. 3. studenoga 1994. otkrivena je spomen-ploča na mjestu gdje je stajala brodska sinagoga.